# Plegafulles cellut
El plegafulles cellut (Cichlocolaptes leucophrus) és una espècie d'ocell de la família dels furnàrids (Furnariidae).

## Hàbitat i distribució
Habita els boscos a la llarga de la costa del sud-est del Brasil.

## Taxonomia
Segons l'IOC World Bird List (versió 10.2, 2020) es classifica en dues subespècies:
- C. l. leucophrus (Jardine et Selby, 1830).
- C. l. holti Pinto, 1941.

Altres classificacions consideren que es tracta de dues espècies de ple dret:
- Cichlocolaptes leucophrus (sensu stricto) - plegafulles cellut gros.[2]
- Cichlocolaptes holti - plegafulles cellut petit.[3]